# Edmond Baraffe
Edmond Baraffe (19 de outubro de 1942 — 19 de abril de 2020) foi um futebolista francês. Competiu na Copa do Mundo FIFA de 1966, sediada na Inglaterra, na qual a seleção de seu país terminou na 13.º colocação dentre os dezesseis participantes.

## Morte
Baraffe morreu no dia 19 de abril de 2020, aos 77 anos.